# Katsuya Okada
Katsuya Okada (岡田 克也?, Okada Katsuya; Yokkaichi, 14 luglio 1953) è un politico giapponese.
Membro della Camera dei rappresentanti dal 1990, Okada è stato presidente del Partito Democratico Progressista del Giappone e precedentemente del Partito Democratico del Giappone, periodo durante il quale ricoprì anche la carica di ministro degli esteri per i governi Hatoyama e Kan. Nel 2012 divenne vice primo ministro sotto l'amministrazione di Yoshihiko Noda.

## Biografia
Nato nel 1953 a Yokkaichi (prefettura di Mie), Katsuya Okada è il secondogenito dell'imprenditore Takuya Okada (岡田 卓也?, Okada Takuya, nato nel 1925), che negli anni settanta trasformò il negozio di famiglia di kimono e accessori tradizionali Okadaya in un impero della grande distribuzione, diventato il più importante del Giappone e dell'Asia: il gruppo Jusco (successivamente rinominato ÆON). Il fratello maggiore, Motoya Okada (岡田 元也?, Okada Motoya, nato nel 1951), ne divenne presidente nel 1997.
Dopo la fondazione del gruppo Jusco, la famiglia Okada si trasferì a Osaka dove Katsuya frequentò per alcuni anni una delle università locali, prima di iscriversi e laurearsi in legge presso l'Università di Tokyo, nel 1976.
Nel 1988 sposò Tatsuko Murakami (村上 多津子?, Murakami Tatsuko), proveniente da una famiglia di politici di tendenza conservatrice. Katsuya e Tatsuko Okada hanno avuto tre figli: una femmina e due maschi.

## Attività politica

### Gli inizi al MITI
Dopo la laurea Okada entrò a far parte del Ministero del commercio internazionale e dell'industria (MITI), allora uno dei maggiori organi amministrativi dello Stato giapponese. Prese parte alle attività relative alle risposte sulle crisi petrolifere, alla legge sulla proprietà intellettuale, alle politiche per lo sviluppo di nuove tecnologie e ai negoziati sull'energia tra il Giappone e gli Stati Uniti. Nel 1985 si recò negli USA prendendo parte al programma annuale sulle relazioni nippo-americane presso il Weatherhead Center for International Affairs dell'Università di Harvard. È durante il suo soggiorno negli Stati Uniti che Okada maturò la decisione di entrare in politica, ispirato dalla figura dell'allora presidente statunitense Ronald Reagan.

### Dall'LDP allo Shinshintō
Abbandonato l'incarico presso il ministero nel luglio 1988, Okada divenne ispettore della pianificazione della Divisione affari generali della Segreteria del Ministro. Nel 1990 si candidò tra le file della fazione Takeshita dell'LDP, in rappresentanza della terza circoscrizione della prefettura di Mie e, sotto l'egida del segretario generale Ichirō Ozawa, che mirava a rinnovare l'immagine sia della fazione che dell'intero partito, venne eletto per la prima volta alla Camera dei rappresentanti. Quando Ozawa e un altro "rinnovatore", Tsutomu Hata, lasciarono la fazione Takeshita, non avendo avuto la possibilità di imporre la loro influenza su di essa a beneficio dei conservatori che sostenevano una linea più "classica" (come Keizō Obuchi o Ryūtarō Hashimoto) e fondarono una propria fazione, la Kaikaku Forum 21, Okada si unì a loro. Successivamente, nel 1993, tutti i membri della nuova fazione lasciarono l'LDP andando a formare un nuovo partito, di idee neoliberali, che prese il nome di Shinseitō, o Partito della Rinascita, con Hata come presidente e Ozawa come segretario generale.
Le elezioni del luglio 1993 videro sconfitto l'LDP per la prima volta dal 1955, a favore di una coalizione anti-conservatrice e anti-comunista di otto partiti, la quale però rimase al governo per non più di dieci mesi. Dopo essere stato rieletto, Okada si unì alle file dello Shinshintō, partito nato nel dicembre 1994 dalla fusione dello Shinseitō a quella stessa coalizione, che si opponeva al ritorno al potere dell'LDP (che nel frattempo aveva formato una maxi-coalizione col Partito Social Democratico) e ai nuovi dissidenti di quest'ultimo, guidati dall'ex primo ministro Toshiki Kaifu, che si opponevano alla proposta dell'LDP di candidare un socialista, Tomiichi Murayama, come capo del governo.

### Dallo Shinshintō al DPJ
Nel 1995 Okada appoggiò la candidatura di Masayasu Kitagawa come governatore della prefettura di Mie. Sebbene eletto ufficialmente come indipendente, Kitagawa ricevette il sostegno dello Shinshintō, dei socialisti e dei sindacati, superando il candidato dell'LDP.
Nel dicembre 1997 i parlamentari dello Shinshintō votarono in favore dello scioglimento del partito come conseguenza di una crescente sfiducia nel presidente Ichirō Ozawa. Okada, che si oppose fortemente a questa decisione, dichiarò dopo il voto che la scomparsa dello Shinshintō avrebbe rappresentato un «tradimento degli elettori». All'inizio del 1998 si unì così alla Kokumin no Koe (Voce del Popolo), formata da diciotto membri dell'ex Shinshintō (15 rappresentanti e 3 consiglieri).